# أنواع لغة الإشارة الأمريكية
طُوّرت لغة الإشارة الأمريكية في الولايات المتحدة، وبدأت كمزيج من لغات الإشارة المحلية ولغة الإشارة الفرنسية. وقد تطوّرت أنواع محلية في العديد من البلدان، إلا أن هناك القليل من الأبحاث التي تحدد ما إذا كانت تُعد لهجات من لغة الإشارة الأمريكية (مثل لغة الإشارة البوليفية)، أو أنها انقسمت لدرجة تُعد فيها لغات مستقلة (مثل لغة الإشارة الماليزية).
فيما يلي أنواع من لغات الإشارة المرتبطة بـ لغة الإشارة الأمريكية خارج الولايات المتحدة وكندا، وتشمل لغات مبنية على لغة الإشارة الأمريكية مع تأثير من لغات الإشارة المحلية، ولغات هجينة تشكل فيها لغة الإشارة الأمريكية أحد المكونات. يُستند هذا التصنيف إلى الحدود السياسية، التي قد لا تتطابق مع الحدود اللغوية.

## لغة الإشارة البوليفية
لغة الإشارة البوليفية هي لهجة من لغة الإشارة الأمريكية تُستخدم بشكل رئيسي من قبل الصم في بوليفيا.

### تاريخ
في عام 1973، جلبت إلينور ولويد باوليسون، وهما مبشران من الولايات المتحدة، لغة الإشارة الأمريكية إلى بوليفيا. كانت هناك لغة إشارة أصلية (أو ربما لغات إشارة) قبل اعتماد لغة الإشارة الأمريكية، لكن مدى انتشارها أو توحيدها غير معروف.
نُشر أول كتاب عن لغة الإشارة البوليفية في عام 1992، إلا أن أكثر من 90% من الإشارات كانت من لغة الإشارة الأمريكية. وبفضل الأبحاث خلال التسعينيات والعقد الأول من الألفية، جُمعت العديد من التعابير في لغة الإشارة البوليفية من قبل الصم البوليفيين، ونُشرت مواد تعليمية لتعلّم لغة الإشارة البوليفية أو التعليم بها. ورغم تقليص الاعتماد على مفردات لغة الإشارة الأمريكية، إلا أن استخدامها ما زال يتجاوز 70%.
اليوم، يستخدم لغة الإشارة البوليفية عدد من الصم البوليفيين أكثر من العدد المُبلغ عنه في تقرير إثنولوج عام 1988، الذي كان 400 شخص، ويُعزى ذلك إلى إدخال التعليم الثنائي اللغة (لغة الإشارة البوليفية كلغة أولى والإسبانية كلغة ثانية) في ريبيرالتا، واعتماده في مدارس أخرى بدعم من وزارة التعليم البوليفية وتزايد التبادل الاجتماعي بين الصم.
في عام 1988، كان هناك 9 مؤسسات للصم في البلاد و46,800 بوليفي أصم. بحلول عام 2002، كان هناك نحو 25 مدرسة للصم.

## لغة الإشارة البوروندية
لغة الإشارة البوروندية هي اللغة الوطنية لمجتمع الصم في بوروندي. تعود جذورها إلى إدخال لغة الإشارة الأمريكية إلى البلاد بواسطة أندرو فوستر، لكنها انحرفت عنها منذ ذلك الحين. التشكيل الشفوي والاشتقاق من الحروف مستندان إلى الفرنسية. يواجه مستخدمو لغة الإشارة الأمريكية من الولايات المتحدة صعوبة في فهم فيديوهات لغة الإشارة البوروندية، والعكس صحيح، ويعتبر الصم البورونديون لغتهم متميزة عن لغة الإشارة الأمريكية ولغات الإشارة المجاورة مثل الأوغندية والرواندية.

## لغة الإشارة الكوستاريكية
لغة الإشارة الكوستاريكية، المعروفة أيضًا بلغة الإشارة الكوستاريكية الحديثة، هي اللغة الوطنية لمجتمع الصم في كوستاريكا. تُستخدم بشكل رئيسي من قِبل الأشخاص المولودين بعد عام 1960، وتتشابه بنسبة 60% مع لغة الإشارة الأمريكية. وهي غير مرتبطة بلغتي الإشارة القرويتين في كوستاريكا: لغة الإشارة بري بري، ولغة الإشارة برونكا.

## لغة الإشارة الدومينيكية
لغة الإشارة الدومينيكية هي نسخة محلية من لغة الإشارة الأمريكية تُستخدم في جمهورية الدومينيكان. يستخدم العديد من الصم إشارات منزلية ولا يتقنون لغة الإشارة الدومينيكية. نشأت لغة الإشارة الدومينيكية من لغة الإشارة الفرنسية التي أدخلها مبشرون فرنسيون، واختلطت مع تقاليد الإيماء المحلية، مما يجعلها شبيهة بلغة الإشارة الفرنسية. وقد توجد فروقات في البنية النحوية، مثل ترتيب الجملة وبنية الأفعال.

## لغة الإشارة في أفريقيا الفرنكوفونية
لغة الإشارة في أفريقيا الفرنكوفونية هي نسخة (أو نسخ) من لغة الإشارة الأمريكية تُستخدم في عدة بلدان فرنكوفونية في أفريقيا. ويُعتمد في التعليم على لغة الإشارة الأمريكية والفرنسية المكتوبة، لذا تظهر تأثيرات فرنسية في اللغة.
باستثناء لغة الإشارة الجزائرية، لغات الإشارة من أفريقيا الناطقة بالفرنسية لا علاقة لها لغة الإشارة الفرنسية، إلا بشكل غير مباشر من خلال اشتقاقها من لغة الإشارة الأمريكية. وذلك لأن معظم مدارس الصم في المنطقة أسسها المبشر الأمريكي أندرو فوستر أو من قبل طلابه ، ابتداء من عام 1974. لغة الإشارة التشادية قد يكون الأقرب إلى لغة الإشارة النيجيرية. عدد قليل من البلدان لديها لغات لا علاقة لها بأي منهما: لغة الإشارة مدغشقر مشتق من اللغة النرويجية ، و لغة الإشارة التونسية هو على ما يبدو عزل اللغة.
لم يتم تقييم علاقة لغة الإشارة الأمريكية القياسية بشكل منهجي. على سبيل المثال, تباعدت لغة الإشارة الغابونية وقد تكون لغة منفصلة, ولغة إشارة توغو ليست مفهومة بشكل متبادل مع لغة الإشارة الأمريكية القياسية.

### الخصائص
كما هو الحال في مشتقات أخرى من اللغة الإفريقية، تأثرت اللغة من قبل الإيماءات والاتفاقيات المحلية. هذا صحيح بشكل خاص في المواضيع المحرمة مثل الجنس.
كمثال على التأثير الفرنسي على اللغة الفرنسية، يتم تصميم كلمة "هي" عن طريق الإشارة بيد ذات شكل "L" بدلاً من إشارة بسيطة، لأن اسم الحرف "el" هو نفسها "elle" في اللغة الفرنسية. ليس من الواضح إلى أي مدى يواصل هذا التأثير خارج الفصل الدراسي.

### الموقع
الدول التي تستخدم لغة الإشارة الأمريكية كلغة تعليم للصم:
- السنغال
- موريتانيا
- مالي
- غينيا
- ساحل العاج
- بوركينا فاسو
- توغو
- بنين
- النيجر
- تشاد
- جمهورية أفريقيا الوسطى
- الغابون
- جمهورية الكونغو
- جمهورية الكونغو الديمقراطية
- بوروندي
- المغرب

## لغة الإشارة الهايتية
في هايتي، تُستخدم لغة الإشارة الأمريكية أحيانًا، لكنها ليست اللغة الأبرز. لغة الإشارة الهايتية هي الأكثر استخدامًا، وتنتشر من خلال المدارس الحكومية الخمس للصم والمجالات الاجتماعية. لم تُوثق لغة الإشارة الهايتية أو يُعترف بها تاريخيًا على نطاق واسع، مما أدى إلى تأسيس مشروع توثيق لغة الإشارة الهايتية، الذي يديره المجتمع الهايتي الأصم بالتعاون مع جامعة غالوديت.

## لغة الإشارة الغانية
لغة الإشارة الغانية هي اللغة الوطنية للأشخاص الصم في غانا، وتنحدر من لغة الإشارة الأمريكية. أُدخلت إلى غانا عام 1957 على يد أندرو فوستر، وهو مبشر أمريكي من أصول أفريقية وأصم، إذ لم يكن هناك تعليم أو مؤسسات مخصصة للصم في البلاد من قبل. أنشأ فوستر بعد سنوات قليلة أول مدرسة للصم في نيجيريا، وتظهر لغة الإشارة النيجيرية تأثرًا بلغة الإشارة الغانية. لا ترتبط لغة الإشارة الغانية بلغات الإشارة الغانية المحلية مثل لغة إشارة أداموروب ولغة إشارة نانابين.
يوجد حاليا أربعة عشر مدرسة للصم في غانا ، وثلاثة عشر مدرسة ابتدائية ومدرستين ثانويتين في غانا ، واحدة في أكوابيم-مامبونغ، والآخر في نافرونغو. يتم دعم جي إس إل من قبل الرابطة الوطنية الغانية للصم التي يقع مقرها الرئيسي في أكرا. بدأت جمعية الكتاب المقدس في غانا ترجمة الكتاب المقدس إلى لغة الإشارة الغانية.

## لغة الإشارة اليونانية
لغة الإشارة اليونانية تُستخدم من قبل مجتمع الصم في اليونان.

## لغة الإشارة الإندونيسية
لغة الإشارة الماليزية هي اللغة الرئيسية لمجتمع الصم في ماليزيا. كما أنها اللغة الرسمية التي تستخدمها الحكومة الماليزية للتواصل مع مجتمع الصم، وقد تم الاعتراف بها رسميًا في عام 2008 كوسيلة رسمية للتواصل مع الصم وفيما بينهم، لا سيما في البث والإعلانات الرسمية. تحتوي لغة الإشارة الإندونيسيةعلى لهجات متعددة تختلف من ولاية إلى أخرى.

## لغة الإشارة الجامايكية
لغة الإشارة الجامايكية هي نسخة محلية من لغة الإشارة الأمريكية تُستخدم في جامايكا، وهي تحل محل لغة الإشارة الجامايكية القروية التقليدية.

## لغة الإشارة المغربية
لغة الإشارة المغربية تُستخدم في تطوان وبعض المدن الأخرى.
أنشأها متطوعو فيلق السلام الأمريكي عام 1987 في تطوان من لغة الإشارة الأمريكية والإشارات الموجودة. تقل نسبة التشابه اللفظي مع لغة الإشارة الأمريكية عن 50%. لا تُستخدم هذه اللغة في مدن كبرى مثل الرباط والدار البيضاء وطنجة، بينما تُستخدم في وجدة لغة الإشارة الجزائرية أو لغة متأثرة بها.

## لغة الإشارة النيجيرية
لغة الإشارة النيجيرية هي اللغة الوطنية للأشخاص الصم في نيجيريا، رغم أن نيجيريا لا تمتلك حتى الآن لغة إشارة وطنية رسمية. أُدخلت ASL (مع احتمال وجود مزج مع الإنجليزية المؤشَّرة) عام 1960، بعد عدة سنوات من إدخال لغة الإشارة الغانية، وذلك على يد أندرو فوستر، المبشر الأمريكي الأصم من أصول أفريقية، مما أدى إلى نشوء نظام إشاري وصفه بعض الباحثين بأنه لهجة من ASL.
كان تعليم الصم في نيجيريا يعتمد على الطريقة الشفوية، وكانت لغات الإشارة المحلية تُعتبر عمومًا وسائل تواصل إيمائية قبل وصول فوستر. تُوصف لغة الإشارة النيجيرية التقليدية اليوم بأنها "لغة الإشارة المدرسية"، وتحمل الرمز nsi في قاعدة بيانات لغات العالم التابعة لـ SIL International.
تتأثر لغة الإشارة النيجيرية بلغة الإشارة الغانية؛ إذ أن كلتيهما تنحدران من لغة الإشارة الأمريكية. مع ذلك، فإن لغة الإشارة المدرسية لا تربطها علاقة قوية بلغات الإشارة النيجيرية المحلية مثل لغة إشارة الهوسا، أو اليوروبا، أو البورا.
تعمل مبادرة "إنقاذ الصم واللغات المهددة بالانقراض"، إلى جانب "الجمعية الوطنية للصم في نيجيريا"، على توثيق التنوعات المحلية والوطنية للغة الإشارة النيجيرية من أجل البحث العلمي وخدمة مجتمع الصم النيجيري.

## لغة الإشارة البنمية
لغة الإشارة البنمية هي إحدى لغتي الإشارة المستخدمتين في بنما، ومشتقة من لغة الإشارة الأمريكية مع تأثير من لغة الإشارة السلفادورية.
انظر أيضًا لغة الإشارة تشيريكي .

## لغة الإشارة الفلبينية
لغة الإشارة الفلبينية (ويُشار إليها اختصارًا بـ FSL، بالفلبينية: Wikang Senyas) أو "لغة الإشارة الفلبينية"، هي لغة إشارة نشأت في الفلبين. ومثل غيرها من لغات الإشارة، فإن لغة الإشارة الفلبينية هي لغة فريدة تمتلك قواعدها النحوية والصرفية والبنيوية الخاصة؛ ولا تستند إلى اللغة الفلبينية أو الإنجليزية، ولا تشبههما. يرى بعض الباحثين أن الإشارات الأصلية في لغة الإشارة الفلبينية معرضة لخطر الضياع بسبب التأثير المتزايد للغة الإشارة الأمريكية.

## لغة الإشارة البورتوريكية
لغة الإشارة السيلانجورية، والمعروفة أيضًا باسم لغة الإشارة في كوالالمبور، هي لغة إشارة تُستخدم في ماليزيا. كانت في الأصل مستندة إلى لغة الإشارة الأمريكية، لكنها تفرعت وتطورت بشكل كبير إلى درجة أنها تُعتبر الآن لغة قائمة بذاتها. كانت كوالالمبور تقع سابقًا ضمن ولاية سيلانجور قبل أن تصبح منطقة اتحادية في عام 1974.
مثل لغة الإشارة في بينانغ، يتم استخدامها الآن بشكل أساسي من قبل كبار السن، على الرغم من أن العديد من الشباب يمكنهم فهمها.

## لغة الإشارة السنغافورية
لغة الإشارة السنغافورية، هي لغة الإشارة الأصلية المستخدمة من قبل الصم وضعاف السمع في سنغافورة، وقد تطورت على مدى ستة عقود منذ تأسيس أول مدرسة للصم في عام 1954.
منذ استقلال سنغافورة في عام 1965، كان على مجتمع الصم فيها التكيف مع العديد من التغيرات اللغوية. واليوم، يعترف مجتمع الصم المحلي بلغة الإشارة السنغافورية بوصفها انعكاسًا للتنوع الثقافي في سنغافورة.
تتأثر لغة الإشارة السنغافورية بـ لغة الإشارة الشانغهايية، ولغة الإشارة الأمريكية، والإنجليزية المؤشّرة الدقيقة، بالإضافة إلى إشارات محلية تم تطويرها داخل البلاد.

## لغة الإشارة التايلاندية
لغة الإشارة التايلاندية، أو لغة الإشارة التايلاندية القياسية الحديثة، هي اللغة الوطنية لمجتمع الصم في تايلاند، وتُستخدم في معظم أنحاء البلاد من قبل 20% من بين ما يُقدّر بـ 56,000 شخص أصم منذ الولادة ممن يلتحقون بالمدارس.

## فهرس
- كامي، نوبوتاكا المحرر. 2008. لغة الإشارات الأفريقية الفرنكوفونية (LSAF) (DVD). فوتشو: معهد أبحاث اللغات والثقافات في آسيا وأفريقيا، جامعة طوكيو للدراسات الأجنبية.
- تامومو، سيرج. 1994. Le language des Signes du sourd African Francophone. كوتونو، بنين: PEFISS.
- جاراي، س. (2004). فهم مجتمع الصم في بنما ولغة الإشارة: Lengua de Señas Panameñas. (قرص مضغوط تعليمي) Asociación Nacional de Sordos de Panamá.
- —— (1990). قاموس لغة الإشارة في بنما: Lengua de señas panameñas. الرابطة الوطنية لسوردوس دي بنما.